# Keoma
Keoma (títol original: Keoma il vendicatore) és un western italià dirigit per Enzo G. Castellari, estrenat el 1976. Ha estat doblat al català.

## Argument
Fill d'Indis, Keoma és recollit per un pare blanc tendre i just, que ja té tres fills de la mateixa edat. Uns anys més tard, gelós i àvids de poder, aquests tres treballen per un ric propietari que aterroritza una regió sencera tocada per la peste. És en aquest clima malsà que Keoma torna de la guerra.

## Repartiment
- Franco Nero: Keoma
- Woody Strode: George
- William Berger: William Shannon
- Joshua Sinclair: Sam Shannon
- Olga Karlatos: Lisa
- Donald O'Brien: Caldwell
- Gabriella Giacobbe: La bruixa
- Orso Maria Guerrini: Butch Shannon
- Antonio Marsina: Lenny Shannon
- Leonardo Scavino: El Doctor
- Victoria Zinny: la patrona del bordell
- Alfio Caltabiano: Wolf

## Al voltant de la pel·lícula
La pel·lícula Keoma és abans de tot un homenatge al lligam existent entre un pare i el seu fill, com ho mostra molt bé l'escena clau de la pel·lícula basada en un travelling circular de 5 minuts. Aquest western psicodèlic de música tranquila permet veure Franco Nero en la cimera del seu art. Keoma anuncia no obstant això el final del western italià. Malgrat picades d'ull visuals i l'ús de flash-back de manera intel·ligent, el seu aspecte innegablement caducat limita la pel·lícula a les fronteres del cinema de gènere.